# مدال (نشان)

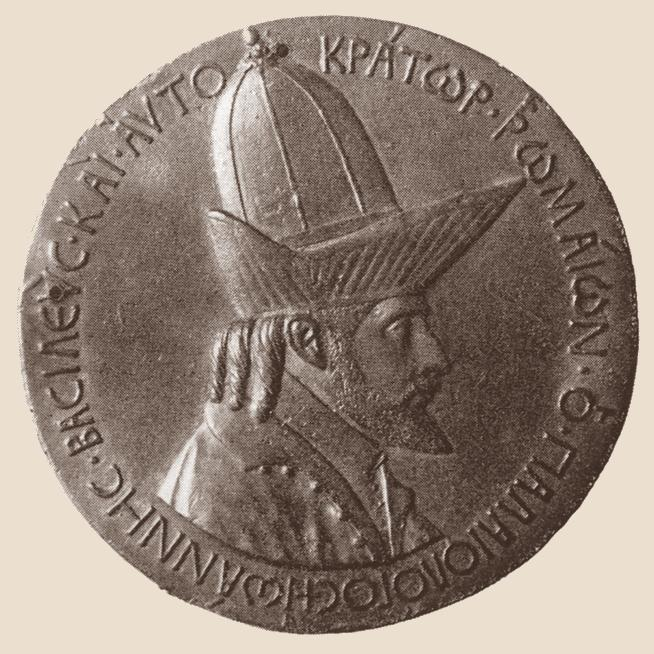
نشان John VIII Palaeologos ساخت Pisanello ۱۴۳۸

نِشان یا مِدال (به انگلیسی: Medal یا Medallion) معمولاً شیء گرد و پهن و نازک کمی بزرگتر از سکه‌های متداول است که اکثراً جنس فلز دارد و دارای نقش‌های چاپی یا حکاکی شده یا قلم‌زنی شده‌است. نشان‌ها معمولاً به عنوان جایزه و تشویق یا قدردانی به اشخاص یا مؤسسه‌ها در پی فعالیتی ورزشی، علمی، دانشگاهی، یا ارتشی اهدا می‌گردد. نشان‌ها ممکنست بخاطر یادبود واقعه‌ای، یا شخصی طراحی و تهیه گردد. هنرمندانی که این نشان‌ها را می‌سازند مدالیست نامیده می‌شوند. همچنین نشان‌ها گاهی برای نشان دادن حالتی و تعلق خاصی در مراسم مذهبی مختلف بکار می‌روند.
مدالیون معمولاً به نشان‌های بزرگتر گفته می‌شود که به صورت روی میزی بوده و به لباس نصب نمی‌شود. در موارد نادری نشان به شکل چهارگوشه ساخته می‌شود و به آن پلاک گفته می‌شود، به کاربردن واژه مدالیون برای گردن آویزهای متداول صحیح نیست.

## نقش نشان
تصویر ویا موضوع نشان که معمولاً عبارت از چهره‌نگاری (پرتره) ویا علامت و نوشته اصلی است در قسمت روی آن منعکس شده‌است و پشت نشان اکثراً خالی است. در پاره‌ای از موارد در پشت نشان موضوع و هدف ساخت آن ذکر شده‌است. در نشان‌هایی که بایستی از گردن آویزان شوند حلقه‌ای در قسمت تاج آن ساخته شده‌است تا نوار مخصوص به آن وصل شود.
نشان‌ها معمولاً از برنز ساخته می‌شوند که هم ارزان و هم دوام آن خوب است و ایجاد کارِ نقش دار راحت است، اما از دیگر فلزات مانند نقره، پلاتین و طلا و سایر فلزات استفاده می‌شود. نشان‌هایی از شیشه و چوب و اشیاء دیگر نیز تهیه شده‌است.

## تاریخچه
آنطور که در تاریخ آمده اولین مورد اهداء نشان مربوط به اسکندر است که نشان طلایی به کشیش جاناتان که او را در جنگ کمک کرده بود برای قدردانی داده‌است. همچنین اهداء نشان‌های طلایی در میان امپراتوران روم نیز متداول بوده‌است. بعد از فروپاشی امپراتوری روم نیز نشان‌های طلایی نازک و کوچکی که در حدود سکه‌های رایج بود، با نقش سر خدایان یا تصویرهای دیگر به عنوان گردن آویز هم در مردان و هم زنان استفاده می‌شد.
در قرون وسطی هدیه نشان در میان سیاستمداران متداول بوده و آن‌ها برای تسریع کار خود یا سفارش و توصیه‌های شخصی، اقدام به فرستادن نشان‌هایی از طلا یا نقره با تصویر حکاکی شده خود می‌کردند. معمولاً در پشت یا در دور آن اسم یا علامتی از خودشان قید شده بود.
pisanello اولین مدالیست (سازنده نشان) قرون وسطی است که نشان‌ها را به صورت ریخته‌گری تولید و عرضه کرده‌است.
در قرن ۱۶ با ابداع دستگاه ضرب نشان، کار سازندگان آسان شده و به‌جای کنده‌کاری، از برجسته‌کاری توسط ماشین استفاده می‌کردند.

## نشان‌های ورزشی

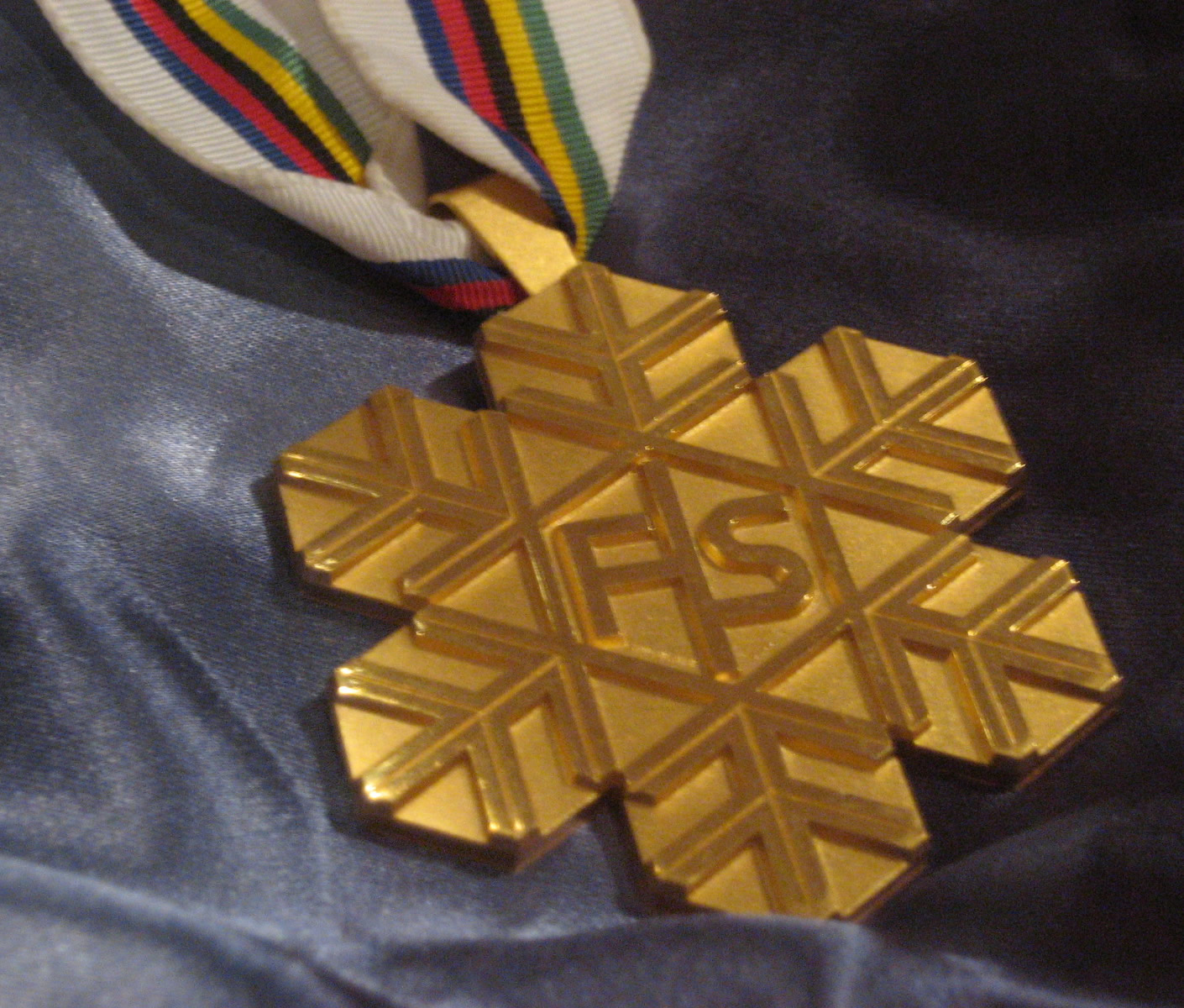
نشان فدراسیون بین‌المللی اسکی

نشان یکی از جوایز انواع مسابقه‌ها است، در مسابقات ورزشی از زمان رم باستان دادن نشان مرسوم بوده‌است. نشان‌ها از طلا، نقره، برنز، مس، و مفرغ بوده و سابقه آن به داستان سامانه سه دورهای* اساطیر یونانی برمیگردد.

## نشان‌های نظامی
برای اطلاعات زمینه‌ای و مطالب مرتبط با این بخش مقاله نشان افتخار را ببینید.
برای اولین بار در ۵۰۸ قبل از میلاد مسیح در روم باستان برای سربازان و ارتش روم نشان‌هایی تهیه و به سینه افراد نصب گردید.
نشان‌های نظامی دو گونه است:

### آرایه‌های خاص
آرایه‌های خاص* نشان‌هایی هستند که به منظور قدردانی از شخصی برای شرکت در اقدامات جنگی مهم یا پر خطر به او اهداء می‌شود.

### نشان‌های خدمتی
نشان‌هایی هستند که در طول خدمت یا در طی یک دوره خاص به فرد نظامی داده می‌شود.

## نگارخانه

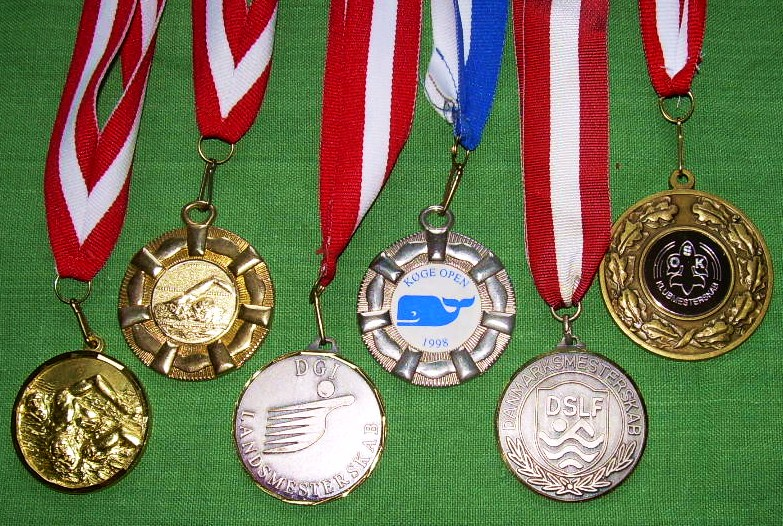
انواع نشان
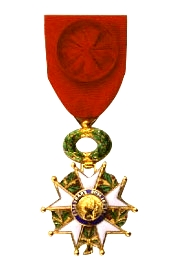
نشان لژیون دو نور
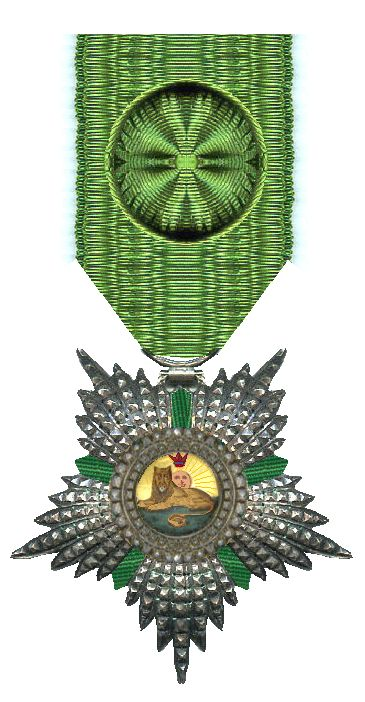
نشان «همایون»مربوط به فتحعلی‌شاه
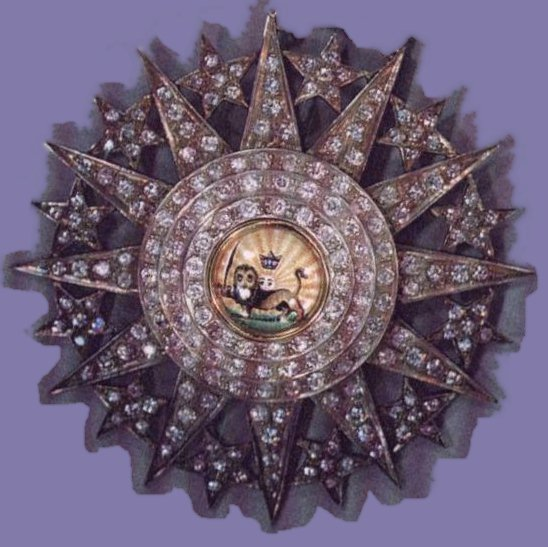
نشان اقدس
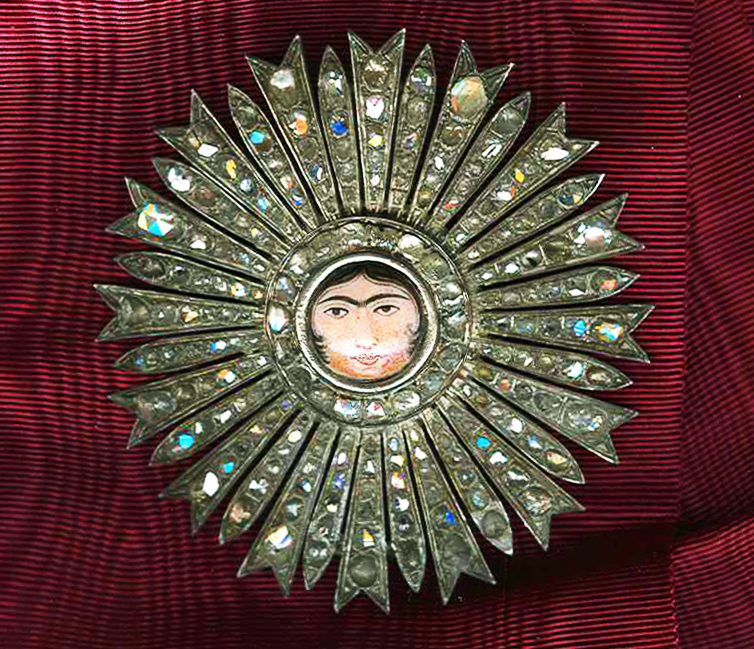
نشان آفتاب
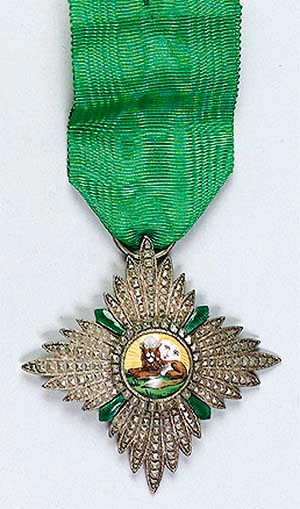
نمونه‌ای از نشان افتخار شیر و خورشید ایران
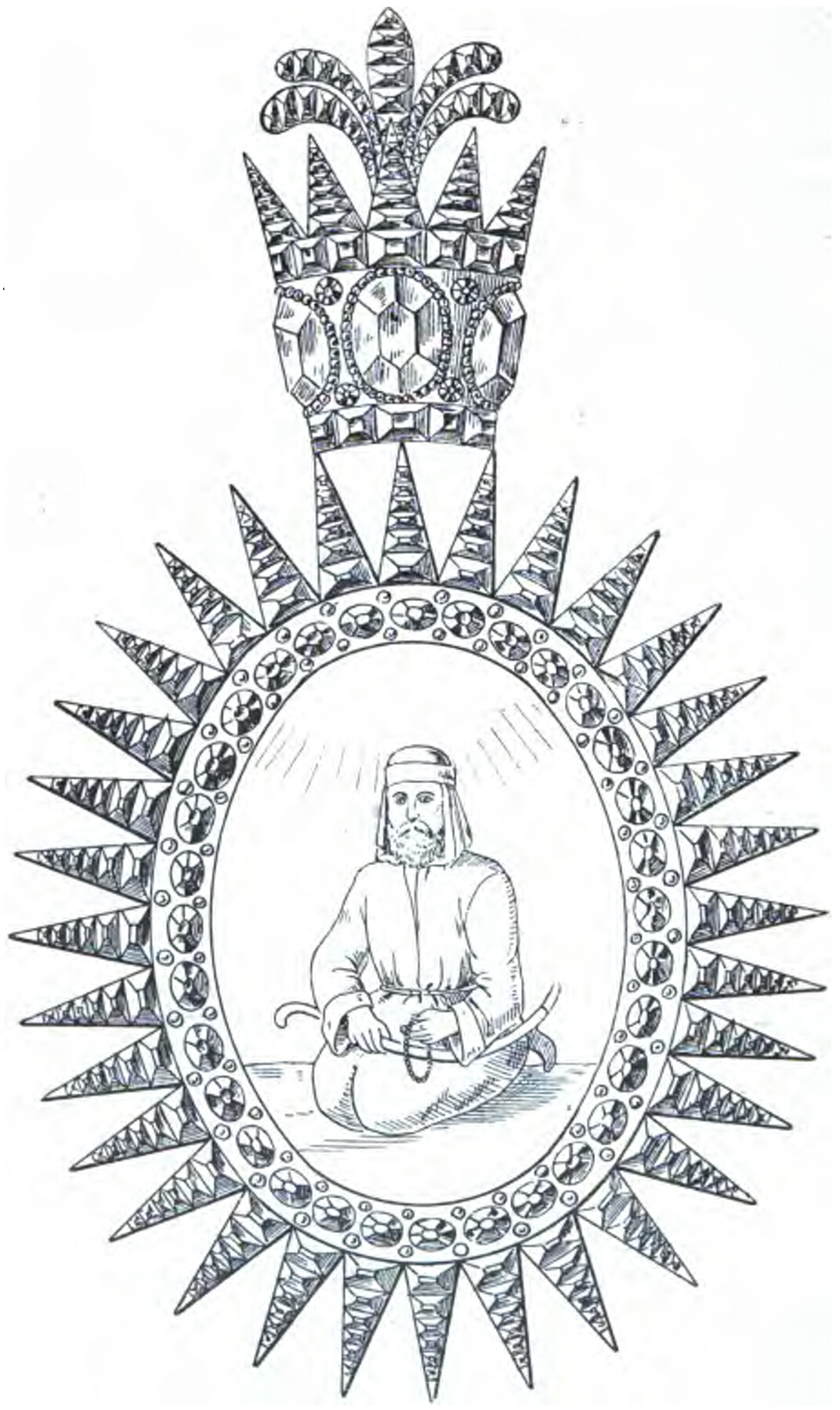
طرح نشان تمثال امیرالمؤمنین
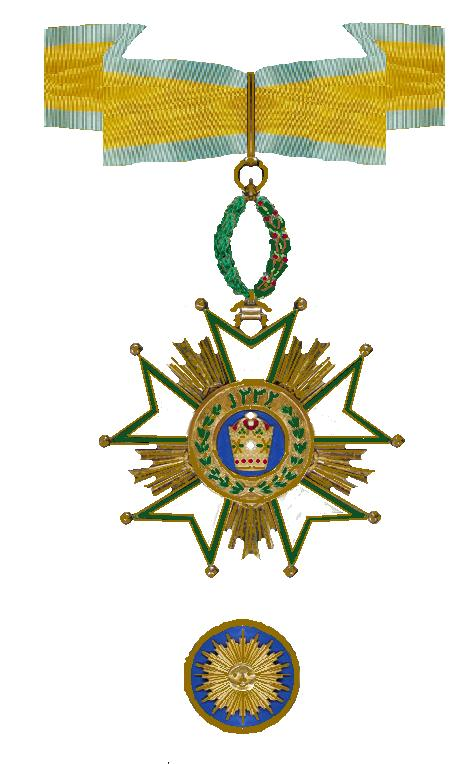
نشان تاج (ناصرالدین شاه)
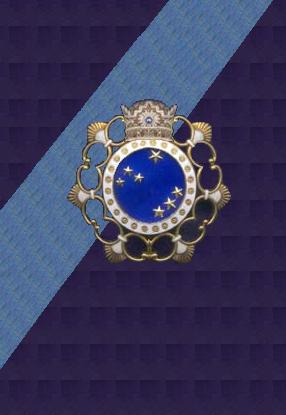
نشان هفت‌پیکر